# Волята на мнозина
„Волята на мнозина“ (на английски: The Will of the Many) е епичен фентъзи роман, написан от австралийския писател Джеймс Айлингтън и публикуван от Saga Press през 2023 г. Това е първата книга от поредицата „Йерархията“, като втората – The Strength of the Few, се очаква да бъде издадена през 2025 г.
Действието в книгата се развива в Катенската република, измислено общество с прилики със Златния век на Римската империя. В Катен по-ниските прослойки трябва да отстъпят част от своята умствена и физическа енергия (известна като Воля) на класите над тях. Историята проследява осиротелия Вис Телим, докато той е вербуван за престижната академия „Катенан“ и е натоварен със задачата да се издигне в ожесточеното състезание, за да разкрие тайната зад мистериозен инцидент. Но Вис има собствено тъмно минало и то заплашва да го последва дори в сърцето на Републиката.

## Концепция
Триста години преди събитията в книгата неизвестен катаклизъм почти унищожава света, заличавайки съществуващите цивилизации и оставяйки по-малко от един човек жив на двадесет.
През вековете след това Катенската република завладява останките от познатия свят. Републиката поддържа господството си, като използва останки от предкатаклизмените технологии, за да принуди най-низшите слоеве да отстъпят своята Воля на класите над тях. Тази система води до създаване на малобройна група елити, които могат да използват силата на хиляди, позволявайки на Йерархията да предприема огромни строителни проекти, да пътува на големи разстояния и да разширява своята империя.
Но без повече територии за завладяване напрежението се увеличава и фракции в Републиката започват да се борят за контрол. Една от най-важните арени за тази надигаща се борба за власт е елитната Катенската академия, където синовете и дъщерите на най-влиятелните семейства на Републиката се състезават за позиции в структурата на Йерархията.

## Сюжет
В центъра на историята е Вис, сирак, работещ в затвор и криещ опасна тайна в общество, което не проявява милост към онези, които се противопоставят на неговите правила. Неочаквано Вис е осиновен от член на елита на Републиката и изпратен в престижната Академия, където най-добрите и най-умните са подготвени да ръководят.
Докато разследва мистериозна смърт, Вис се озовава в смъртоносните битки за власт в Академията и разкрива скрити конспирации. Но с минало, от което отчаяно иска да избяга, и собствените си опасни цели, които преследва, Вис трябва да действа внимателно, защото провалът може да му коства всичко.

## Рецепция
Романът получава положителни отзиви. Kirkus Reviews хвали магическата система на романа и изследването на темите за съучастничество и самодоволство, докато преглед на Tor.com отбелязва „обширния, сложен и многослоен свят“. Романът държи средно 4,65/5 звезди на Goodreads.com, с повече от 50 000 оценки. Рецензия от Publishers Weekly гласи, че „светът, изграден от Айлингтън, е изключително детайлен и обмислен. Перфектно балансирайки развитието на персонажите и сюжетната инерция, това ще накара фентъзи феновете да искат още“.

## В България
Книгата е издадена в България от издателство „Колибри“ в превод на Паулина Мичева, с твърди корици, дело на Живко Петров.